# Neomaso setiger
Neomaso setiger är en spindelart som beskrevs av Alfred Frank Millidge 1991. Neomaso setiger ingår i släktet Neomaso och familjen täckvävarspindlar. Inga underarter finns listade i Catalogue of Life.